# Lignières-Sonneville

Lignières-Sonneville este o comună în departamentul Charente, Franța. În 1 ianuarie 2018 avea o populație de 568 de locuitori.